# St. Francisville (Illinois)
Pour les articles homonymes, voir St. Francisville.
St. Francisville est une petite ville du comté de Lawrence, dans l'Illinois, aux États-Unis. Elle est incorporée le 10 avril 1873.

## Démographie
Lors du recensement de 2010, la ville comptait une population de 697 habitants. Elle est estimée, en 2016, à 652 habitants.

## Source de la traduction
- (en) Cet article est partiellement ou en totalité issu de l’article de Wikipédia en anglais intitulé « St. Francisville, Illinois » (voir la liste des auteurs).